# Закарія Мохі ед-Дін
Зака́рія Мо́хі ед-Ді́н (араб. زكريا محيي الدين, англ. Zakaria Mohieddin; *5 липня 1918, Кальюбія, Єгипет — 5 січня 2009) — єгипетський політичний діяч, прем'єр-міністр Єгипту у період від 3 жовтня 1965 до 10 вересня 1966 року, колишній Голова Генерального розвідувального управління Єгипту.

## Життєпис
Мохі ед-Дін народився 5 червня 1918 року в губернаторстві Кальюбія.
1936 року вступив до військового училища, з якого випустився 1938 року у званні лейтенанта.
Потому служив у єгипетських військових частинах у Судані та брав участь у Арабо-ізраїльській війні 1948 року, де в ході військових дій за Фалуджу виявив доблесну відвагу й був нагороджений. Уже після війни, працюючи викладачем у військовому училищі, Мохі ед-Дін долучився до підпільного руху «Вільні офіцери», що набирав обертів.
Після успішної Липневої революції (1952) Мохі ед-Дін вийшов на провідні щаблі тогочасного єгипетського політикуму. Закарія Мохі ед-Дін послідовно очолював:
- 1952-1955 — Служба загальної розвідки;
- 1953-1958 — Міністерство внутрішніх справ;
- 1958-1961 — об'єднане Міністерство внутрішніх справ (період ОАР);
- 1961-1962 — Міністерство внутрішніх справ;
- 1961-1968 — призначений Президентом Єгипту Насером на пост віцепрезидента;
- 1965-1966 — Кабінет міністрів (прем'єр-міністр) і одночасно Міністерство внутрішніх справ.

У 1968 році Закарія Мохі ед-Дін відмовився від усіх посад й полишив суспільно-політичне життя. Після смерті 2005 року Хусейна Аш-Шафі, він та Халед Мохі ед-Дін залишались живими до того часу членами Ради Революційного командування Єгипту.
Закарія Мохі ед-Дін помер у перший січневий тиждень 2009 року. Точна дата смерті є невідомою, однак повідомлення про неї газети опублікували 5 січня.